# Peter Rebhuhn

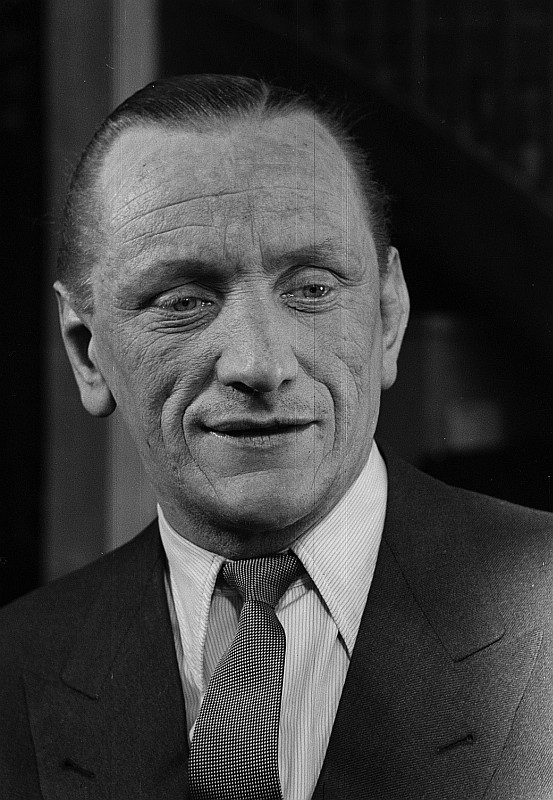
Peter Rebhuhn, Porträt von Roger Rössing, 1946

Peter H. Rebhuhn (* 1907; † nach 1968) war ein deutscher Sänger, Liedtexter und Komponist.

## Biografie
Rebhuhn trat in den 1930er Jahren als Sänger in Berliner Bars auf. Bereits 1931 soll er seine erste Schallplattenaufnahmen als Refrainsänger größerer Orchester gehabt haben. Nach dem Zweiten Weltkrieg und seiner Entlassung aus der Kriegsgefangenschaft arbeitete er als Sänger in Hamburg beim Nordwestdeutschen Rundfunk und im Crusader Club mit dem Show-Orchester Walter Jenson, ehe er 1946 nach Berlin wechselte. 1947 hatte er seinen größten Erfolg mit der deutschen Version des Chattanooga Choo Choo, die er als Duett gemeinsam mit Bully Buhlan sang. Neben dieser Aufnahme nahmen Rebhuhn und Buhlan auch eine deutsche Parodie dazu unter dem Titel Kötzschenbroda-Express auf. Die folgenden Jahre veröffentlichte Rebhuhn verschiedene Liedinterpretationen als Solist oder im Duett, beispielsweise mit Undine von Medvey. (Komm mit mir nach Tahiti), 
Außerdem schrieb Rebhuhn gemeinsam mit Gerhard Wehner auch selbst Lieder Instrumentalstücke wie Schön, daß du wieder bei mir bist (1939), Katharina (1950) und Liebes Fräulein Inge (1950). Im Gegensatz zum deutlich jüngeren Buhlan konnte Rebhuhn jedoch keine langlebige Karriere in der Schallplattenindustrie mehr aufbauen. Ende der 1960er nahm er eine letzte Schallplatte mit acht Swing-Liedern auf.  
Neben seiner Tätigkeit als Sänger arbeitete er auch als Sprecher für Rundfunk und Filmsynchronisation. So lieh er für die von der RKO Synchron Abteilung gefertigte erste deutsche Fassung des Disney-Klassikers Dumbo einer der Krähen seine Stimme.